# Кхакаборазі
Кхакаборазі (бірм. ခါကာဘိုရာဇီ — kʰàkàbò ɹàzì) — гора в північній М'янмі висотою 5881 м (5691 м), розташована в штаті Качин на околиці Гімалайської гірської системи біля кордону з Китаєм.

## Значення
Вершина оскаржує статус найвищої в М'янмі і Південно-Східної Азії в цілому з горою Гамланразі (5867 м).
Вершина включена до складу національного парку з надзвичайно широким розмаїттям флори і фауни і льодовиковою шапкою.

## Дослідження
Перше сходження здійснили японці Такасі Одзакі і Ньїма Гялцен.
В даний час гора залишається малодослідженою як скелелазами, так і біологами. Значною мірою це можна пояснити політичними причинами загальної закритості країни.